# ماهی هوور
هوور (با نام علمی Thunnus tonggol) گونه‌ای از تن‌ماهیان است که بدنی کوچک، گرد و دوکی شکل دارد. حداکثر طول این آبزی ۱۳۰ سانتیمتر می‌باشد.

## مشخصات
تعداد خارهای آبششی روی اولین کمان آبششی ۱۹ تا ۲۷ عدد است و دو باله پشتی از یکدیگر جدا بوده و فاصله کمی از یکدیگر دارند. اولین باله پشتی این آبزی دارای ۱۲ تا ۱۳ شعاع سخت و دومین باله پشتی دارای ۱۴ شعاع نرم، باله سینه‌ای دارای ۳۰ تا ۳۵ شعاع نرم می‌باشد که شعاع‌های اول کوتاه بوده و بتدریج در انتها دراز می‌شوند، به دنبال باله پشتی دوم ۱۰ عدد دنبالچه و در عقب باله مخرجی ۸ عدد بالچه وجود دارد. ساقه دمی باریک و مجهز به یک سکان عرضی قوی و نیز در بین آنها دو سکان عرضی کوچکتر می‌باشد. فاقد کیسه شنا است. رنگ بدن در پشت آبی تیره تا سیاه، پهلوها و شکم نقره‌ای با خال‌های بیضوی کشیده و بی رنگ در ردیف‌های افقی می‌باشد.

## زیست شناخت
این گونه از ماهیان اپی پلاژیک و به طور غالب نریتیکی است، در آب‌های گل آلود و کم شور مصب‌ها یافت نمی‌شود، و از سخت پوستان، سر پایان و ماهی‌ها تغذیه می‌نماید.

## نام‌های مورد استفاده در جنوب ایران
هوور یا ویر یا گُباب

## ابزارهای شکار
رشته قلاب‌های طویل، قلاب دستی و تور گردان پیاله‌ای.